# Friedrich von Holwede
Friedrich Heinrich Ehrenreich Hans von Holwede (* 13. November 1841 in Berlin; † 6. November 1921 in Breslau) war ein deutscher Verwaltungsjurist, Landrat sowie Regierungspräsident in Breslau 1903/09 und Danzig 1890–1902.

## Leben
Friedrich Heinrich Ehrenreich Hans war ein Sohn des preußischen Generalleutnants Ernst von Holwede (1802–1872) und dessen Ehefrau Henriette, geborene von Sanitz (1810–1895).
Holwede studierte Rechtswissenschaften und wurde am 26. September 1864 als Appellationsgerichtsauskultator vereidigt. 1870 legte er das Assessorexamen ab. Danach arbeitete er einige Monate bei der Polizeidirektion in Hannover und dann bei der Regierung in Liegnitz. Holwede wechselte als Regierungsassessor von der Regierung in Oppeln auf den Posten des Landrates im preußischen Kreis Zabrze (Juni 1873–1887). 1874 wurde er als Regierungsrat und Dirigent der 1. Abteilung zur Regierung nach Posen versetzt.
Am 13. Dezember 1890 wurde er in Danzig in das Amt des Präsidenten des Regierungsbezirkes Danzig eingeführt. Er blieb unvermählt.